# Scelolophia majuscula
Scelolophia majuscula är en fjärilsart som beskrevs av Louis Beethoven Prout 1938. Scelolophia majuscula ingår i släktet Scelolophia och familjen mätare. Inga underarter finns listade.